# Roewe E50

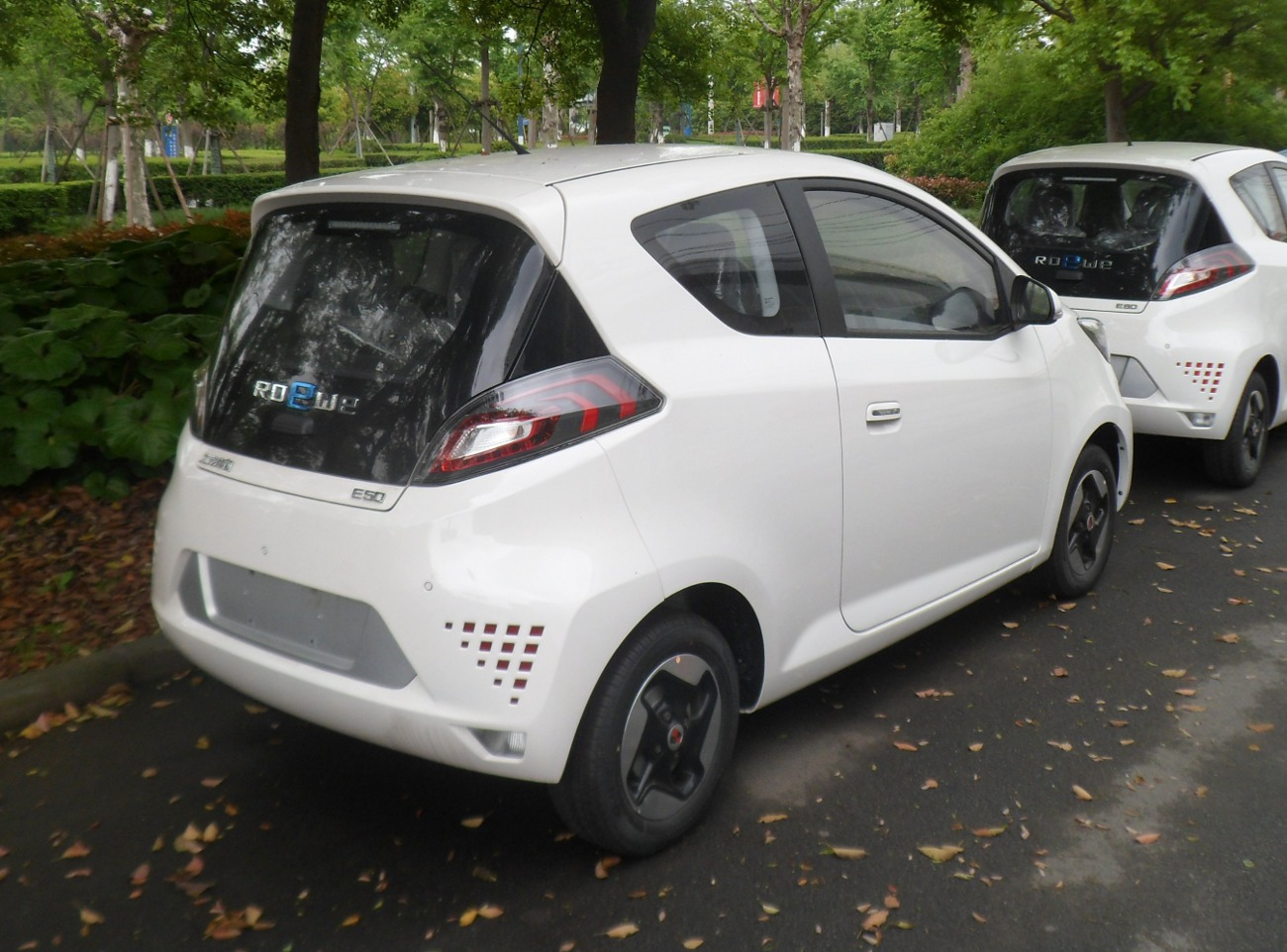
Heckansicht

Der Roewe E50 ist ein elektrisch angetriebener Kleinstwagen der zum SAIC-Konzern gehörenden chinesischen Marke Roewe.

## Geschichte
Der Viersitzer wurde im April 2012 als Konzeptfahrzeug auf der Beijing Auto Show vorgestellt und wurde zwischen 2012 und 2016 in China verkauft. Der E50 war damit nach dem BYD e6 das zweite chinesische Elektroauto.

## Technische Daten
Der bis zu 52 kW (71 PS) starke Elektromotor beschleunigt das Fahrzeug auf bis zu 130 km/h. Die elektrische Reichweite gibt der Hersteller mit rund 170 Kilometer an. Durch die Verwendung von Leichtbaumaterialien wird das niedrige Leergewicht von 1080 kg erreicht.
|                            | E50 EV                                                        |
| Bauzeitraum                | 2012–2016                                                     |
| Batterie                   | 18 kWh, LiFePo4                                               |
| Motorkenndaten             |                                                               |
| Motor                      | Permanent-Magnet-Elektromotor                                 |
| Leistung bei min−1         | maximal: 52 kW (71 PS) bei 8000 Dauer: 28 kW (38 PS) bei 3000 |
| max. Drehmoment bei min−1  | 155 Nm                                                        |
| Kraftübertragung           |                                                               |
| Antrieb                    | Vorderradantrieb                                              |
| Messwerte                  |                                                               |
| Höchstgeschwindigkeit      | 130 km/h                                                      |
| Beschleunigung, 0–50 km/h  | 5,3 s                                                         |
| Beschleunigung, 0–100 km/h | 14,6 s                                                        |
| Leergewicht                | 1080 kg                                                       |
| Reichweite                 | 170 km                                                        |